# DJ Rush
DJ Rush (Chicago, januari 1970) (pseudoniem van Isaiah Major en is ook wel bekend onder de namen Major Rush en Russian Roulette) is een Amerikaans dj.
DJ Rush heeft zijn eigen stijl. Het effect dat hij heeft op het publiek maakt hem in de technoscene tot een van de meest veelzijdige dj's.

DJ Rush laat zich niet controleren door de muziek, maar zelf controleert hij de muziek op een funky en harde manier. Zijn stijl is nog het best te omschrijven als raw and uncut techno.

Na een aantal jaren in Berlijn te hebben gewoond, woont hij tegenwoordig in Amsterdam.
Samen met Corey Holloway bevindt DJ Rush zich eind jaren 90 tevens in de formatie Unborn Twins.